# Richard Blass
Pour les articles homonymes, voir Blass.
Richard Blass  est un criminel canadien notoire (né à Montréal le 24 octobre 1945 - décédé le 24 janvier 1975). Il a été qualifié de criminel le plus dangereux du Canada à l'époque et un des criminels les plus marquants de l'histoire criminelle du Québec et même du Canada.

## Biographie

### Carrière
Entre 1965 et 1975, Blass est soupçonné de 21 meurtres et a réalisé 3 évasions spectaculaires. Comme il a survécu à 5 fusillades, la presse l'avait surnommé « le Chat ».   
Qualifié de « criminel le plus dangereux du Canada » par le procureur de la couronne, Me Claude Girouard, Richard Blass est un criminel brillant, arrogant et très dangereux. Il a réalisé une évasion que certains considèrent comme la « fuite la plus importante du siècle » au Canada. 
Toujours à la recherche de publicité, le fugitif a d'ailleurs fait parvenir à la presse une photo de lui-même, durant son évasion, après avoir lu dans Le Journal de Montréal que la police ne possédait aucune photo récente du criminel recherché. En novembre 1974, il écrit une lettre à son avocat, Frank Shoofey, dans laquelle il menace de tuer un grand nombre de personnes, « à moins que les journalistes n'obtiennent la permission de visiter les lieux de détention de Saint-Vincent-de-Paul », lieux qu'il jugeait dégradants. 
Évadé du pénitencier de Saint-Vincent-de-Paul le 23 octobre 1974 en compagnie d'un autre criminel connu de l'époque, Jean-Paul Mercier. Le 17 janvier 1975, il vole une bijouterie de la rue Beaubien avec 3 complices son frère Michel, Ginette Charron et Mohamed M. Richard Blass entra au cabaret Gargantua, le 21 janvier 1975, avec l'intention d'éliminer un ancien policier devenu gérant de l'établissement. Après lui avoir logé une balle en plein cœur, Blass fit sortir tous les gens qu'il connaissait et fait descendre les autres clients dans le sous-sol. Là, il aspergea tout le sous-sol d'essence et mit le feu (13 morts). Le Québec fut horrifié des méthodes barbares de Blass, et les journalistes purent enfin avoir accès au "Cell Block I" de Saint-Vincent de Paul (sans caméras, ni magnétophones), qui avait endurci et fait de Blass le criminel qu'il est devenu.
Ce crime spectaculaire incita les autorités policières à se lancer à la recherche de Blass afin de mettre fin à ses activités une fois pour toutes. La poursuite se termine à Val-David dans les Laurentides avec la mort violente de Blass, abattu par deux policiers de deux rafales de mitraillette. Il mourut de 27 balles dans le corps à l'âge de 29 ans alors qu'il était sur le point de se rendre. Sa sépulture est située dans le Cimetière Notre-Dame-des-Neiges, à Montréal.

## Dans la culture populaire
Le film Requiem pour un beau sans-cœur (1992) de Robert Morin est inspiré des derniers mois de sa vie.  Gildor Roy tient le rôle principal.
En 2005, dans la série télévisée québécoise, Le Négociateur, le chanteur Éric Lapointe y interprète un criminel surnommé Le Chat, est librement inspiré de Richard Blass. 
Le documentaire de 22 minutes Richard Blass, vedette du crime - [FR ] d'Alain Abel et Jean-Claude le Floch, télédiffusé sur Radio-Canada le 9 août 2011, raconte l'essentiel de la vie mouvementée de Blass et sa terrible fin.
Le roman graphique « Blass: Le Chat sur un toit brûlant » . (2020), portant sur les dix dernières années de la vie de Richard Blass est publié aux éditions Glénat Québec.  Il est scénarisé par Michel Viau, dessiné par Jocelyn Bonnier.